# Euneike
Euneike (gr.:  Eυνείκη, Euneíké) – żona króla Bosporu Tyberiusza Juliusza Kotysa I Filokajsara Filoromajosa Eusebesa, a po jego śmierci królowa Bosporu w latach 68-69.
W 1910 r. odkryto marmurową płytę z grecką inskrypcją w ścianie jednego z domów w Anapie. Na zachowanym lewym górnym rogu znajdował się napis (Corpus Inscriptionum Regni Bosporani (CIRB), 1118):
[Τὸ]ν ὲκ προγόνων βα[σιλέων βασιλέα μέγαν]Τιβέριου Ίούλιου ΄Ρη[σκούποριν βασιλέως Κότυ]oς και βασιλίσσης Eυν[είκης]…  (Potomka królów wielkiego króla Tyberiusza Juliusza Reskuporisa, [syna] króla Kotysa i królowej Eun[eike]… )
Inskrypcja datowana jest na czasy Reskuporisa I (68/69-91/92). Z interesującego nas imienia królowej zachowały się tylko trzy pierwsze litery. Przez pewien okres wydawało się, że jest to jedyna informacja dotycząca tej osoby. Interesujące rezultaty przyniosła jednak analiza zachowanych monet.
Dzięki badaniom archeologicznym znamy serię brązowych monet mających na awersie przedstawienie fasady pentastylosu wraz z legendą KA-ΠE, umieszczoną po obu jego stronach, zaś na drugiej stronie monogramy składające się z liter BAK, BAEY lub BAEIY i znaku nominału KΔ (informacja, że moneta ma wartość 24 jednostek). Badacze są zgodni, co do odczytania legendy umieszczonej po obu stronach świątyni, jako KAΠE[τολιών]. Monogramy znajdujące się na rewersach rozszyfrowywane są jako BA[σιλεύς] K[ότυος] („Król Kotys”) i BA[σιλεία] E[`υνείκη] („Królowa Euneike”). Pewni uczeni datują te monety na lata 68-69. Zdaniem ich te monety odzwierciedlają specyficzną sytuację zaistniałą w królestwie bosporańskim po śmierci cesarza rzymskiego Nerona. Ten bowiem prowadził w polityce wschodniej ograniczanie do minimum roli miejscowego władcy, a w dłuższej perspektywie czasowej być może chęcią włączenia jego ziem do państwa rzymskiego. Monety te mogą być podjętą przez Tyberiusza Juliusza Kotysa I Filokajsara Filoromajosa Eusebesa próbą powrotu do statusu królestwa sprzed wstąpieniem na tron Nerona. Po śmierci Kotysa wzór fasady świątyni na monetach mógł być kontynuowany przez jego małżonkę, zanim jeszcze na tron wstąpił syn Reskuporis. Pewną wskazówką może być tutaj fakt, że w świetle znanych dotychczas źródeł numizmatycznych, monet z monogramem Euneike jest więcej. W świetle tych faktów królowa, podobnie jak jej teściowa Gepaepyris, sprawowała samodzielną władzę królewską tylko do czasu, kiedy na tronie nie zasiadł jej syn Tyberiusz Juliusz Reskuporis I Filokajsar Filoromajos Eusebes.